# Bāghestak
Bāghestak (persiska: باغ تک, Bāgh Tak, باغستک) är en ort i Iran.   Den ligger i provinsen Kerman, i den sydöstra delen av landet, 1 000 km sydost om huvudstaden Teheran. Bāghestak ligger 1 892 meter över havet och antalet invånare är 171.
Terrängen runt Bāghestak är kuperad åt nordost, men åt sydväst är den bergig.Runt Bāghestak är det glesbefolkat, med 14 invånare per kvadratkilometer. Det finns inga andra samhällen i närheten. Trakten runt Bāghestak är ofruktbar med lite eller ingen växtlighet.